# Moti calabresi

Mappa del Regno delle Due Sicilie

Stemma reale del Regno delle Due Sicilie (1816-1861)

I moti calabresi indicano una serie di sommosse, insurrezioni e rivolte avvenute nel territorio della Calabria, soprattutto nel corso del XIX secolo, in risposta a condizioni economiche, sociali e politiche oppressive. Questi eventi si inseriscono in un contesto più ampio di malcontento popolare che interessò gran parte del Mezzogiorno d’Italia durante il periodo antecedente e successivo alle vicende del Risorgimento.

## Contesto storico
Nel XIX secolo, la Calabria faceva parte del Regno delle Due Sicilie, uno stato caratterizzato da forti disparità socio-economiche e da un sistema amministrativo spesso percepito come oppressivo dalla popolazione locale. La presenza di tasse elevate, l’iniquità nella distribuzione delle risorse e la mancanza di diritti politici contribuirono a creare un terreno fertile per il malcontento e per l’esplosione di movimenti di rivolta.

### Il sistema socio-politico
- Dominio borbonico: L’assetto autoritario e centralizzato del governo borbonico, unitamente a pratiche amministrative e fiscali punitive, contribuì a generare tensioni nelle regioni meridionali.
- Condizioni economiche: La Calabria, prevalentemente rurale, era segnata da un’agricoltura arretrata e dalla concentrazione delle terre in poche mani, situazione che aggravava le condizioni di vita dei contadini e dei lavoratori.
- Influenze del Risorgimento: Le idee di libertà, uguaglianza e unità nazionale che attraversarono l’Italia durante il Risorgimento alimentarono l’aspirazione a un cambiamento radicale, rendendo il malcontento un motore per le rivolte locali.

## Cause e motivazioni
I moti calabresi ebbero origini complesse e molteplici, che possono essere sintetizzate in alcuni fattori principali:
- Oppressione fiscale e amministrativa: Le pesanti imposte e la gestione arbitraria delle autorità locali generarono un diffuso sentimento di ingiustizia.
- Disuguaglianze economiche: La persistente povertà, unita a uno squilibrato sviluppo economico, favorì l’insorgenza di proteste popolari.
- Influenza delle idee liberali: L’arrivo e la diffusione delle idee liberali e nazionaliste contribuirono a rafforzare il desiderio di emancipazione e autonomia, spingendo parte della popolazione a reagire contro il sistema vigente.

## Principali moti
I moti calabresi non rappresentano un singolo evento, ma un insieme di sommosse che si sono verificate in diverse aree e in differenti periodi, alcune delle quali meritano particolare attenzione:

## Moti del 1837
Il tentativo insurrezionale di Cosenza dell'estate del 1837 riflette la vivacità della Carboneria calabrese nella prima metà dell'Ottocento e anticipa i successivi moti del 1844, 1847 e 1848. Questo episodio è particolarmente significativo per la brutalità delle condanne inflitte ai patrioti, alcuni dei quali furono condannati a morte per pubblico esempio con l'accusa di aver diffuso il colera tramite l'uso di sostanze velenose, accusa che si rivelò infondata.La rivolta fu pianificata dal Comitato patriottico di Cosenza, composto da Domenico Abate, Luigi Pollano, Raffaele Laurelli, Carlo Calvello e Nicola Lepiane, che decise di organizzare un’insurrezione per il 22 luglio 1837. La strategia mirava a conquistare il presidio militare, occupare l'Intendenza, liberare i prigionieri politici e proclamare la Costituzione dalla città di Cosenza.
L'insurrezione fu rallentata da arresti preventivi di alcuni cospiratori, costringendo gli organizzatori a rinviare la rivolta. Furono inviate delle staffette per informare i gruppi patrioti sparsi nella provincia, ma molte non giunsero a destinazione. Nonostante ciò, alcuni patrioti, guidati da Carmine Scarpelli, si radunarono comunque nelle Querce di Frugiuele, ignari del rinvio. Mentre alcuni si ritirarono, altri, tra cui prigionieri politici, decisero di proseguire con il piano di insurrezione.La macchina repressiva era già in movimento a seguito di altre insurrezioni in Abruzzo e in Sicilia. In Calabria, l'intendente Giuseppe De Liguoro, un colonnello della gendarmeria, fu inviato per fermare l'insurrezione. De Liguoro aveva già avuto un ruolo rilevante nella repressione del brigantaggio nel Cilento e nelle operazioni contro il paese di Bosco nel 1828. Appena giunto a Cosenza, riuscì ad arrestare tutti i partecipanti al tentativo insurrezionale. De Liguoro istituì una commissione militare per giudicare i patrioti arrestati. Tuttavia, grazie all'intervento dell'avvocato Gaetano Bova, venne dimostrata l'incompetenza della commissione, in quanto non vi era prova che i patrioti fossero stati colti in flagrante. Per aggirare il rinvio del processo, l'intendente modificò le accuse, imputando ai detenuti il reato di aver diffuso il colera tramite avvelenamento e la diffusione di proclami sediziosi contro il regime, accusatori che, come sottolineato da Gabriele Petrone, erano "tanto fantasiosi da sfidare il senso del ridicolo".

### Le condanne
I patrioti più noti furono condannati a morte per pubblico esempio. I condannati a morte furono Carmine Scarpelli, Pasquale Abate, Luigi Clausi, Antonio Stumpo e Luigi Belmonte. Altri, come Benedetto Corvino e Antonio Zigari, furono condannati a 19 anni di ferri, mentre Saverio Benincasa ricevette una pena di 5 anni di reclusione. Raffaele Clausi fu condannato a un anno, e Annibale Scarpelli a sei mesi.I cinque condannati a morte furono vestiti con saio nero e condotti a piedi nudi nel Vallone di Rovito, dove furono fucilati. Questa esecuzione, con il suo alto simbolismo, mirava a dare un esempio pubblico della ferocia della repressione borbonica e a segnare una lezione per chiunque si fosse opposto al regime.

## Moti del 1847

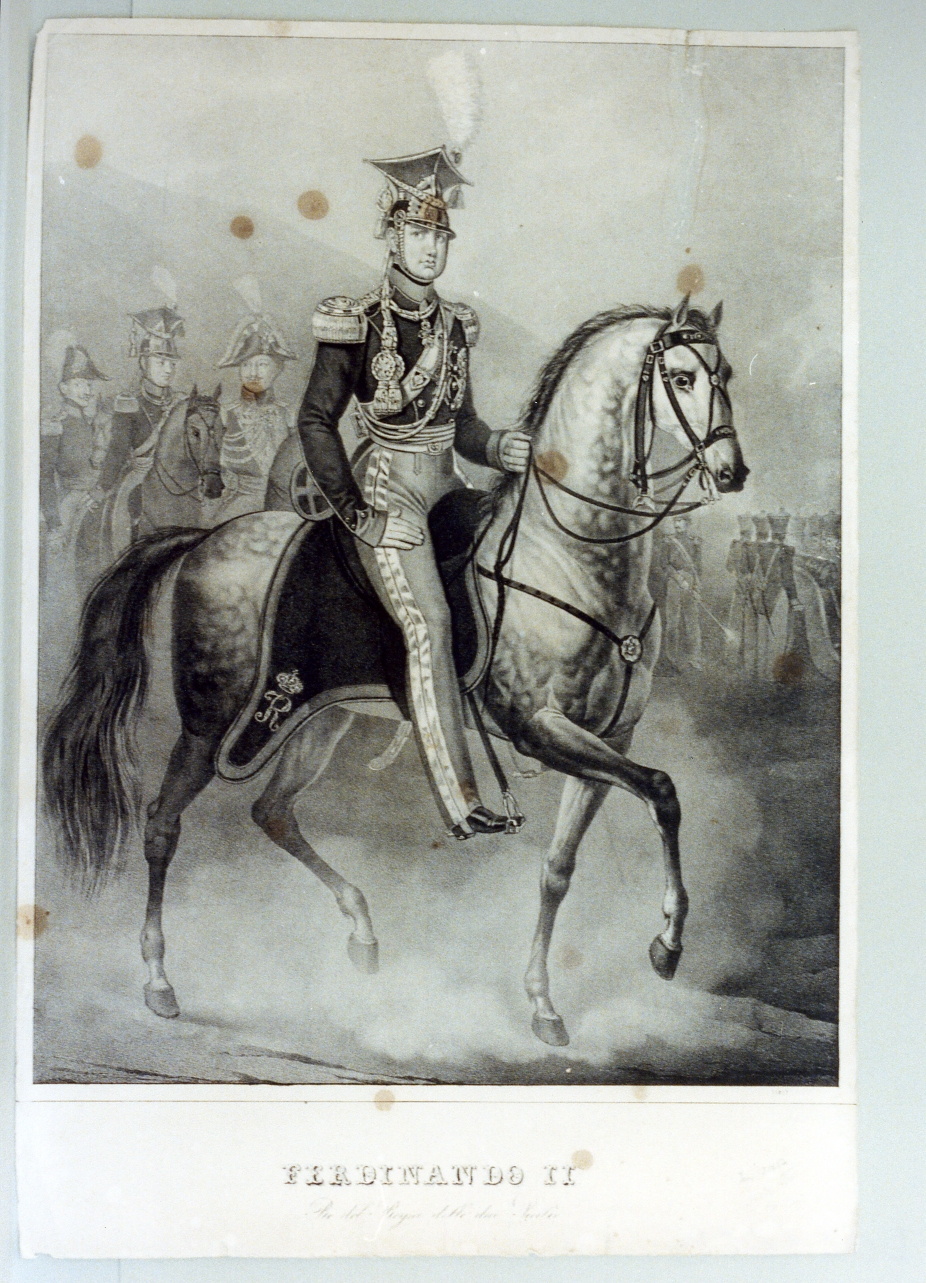
Ferdinando II(Sovrano)

La rivolta di Reggio Calabria del 1847, che avvenne pochi mesi prima delle grandi rivoluzioni europee e italiane del 1848, si inserisce in un contesto di crescente malcontento contro il regime borbonico. La Calabria, già in passato, aveva mostrato il desiderio di instaurare un governo basato su ideali costituzionali. Negli anni precedenti, si erano verificati tentativi insurrezionali, come il fallito tentativo del 1837 e la celebrazione del sacrificio dei fratelli Attilio ed Emilio Bandiera nel 1844. 1847, l'ideologia liberale e costituzionale si rafforzò, portando alla pianificazione di una nuova insurrezione.
A partire dal giugno del 1847, i comitati rivoluzionari si coordinarono per organizzare una rivolta congiunta tra Messina e Reggio Calabria. La città di Reggio, pur essendo considerata tradizionalmente fedele ai Borbone, ospitava un Comitato rivoluzionario che includeva figure di spicco come Stefano Romeo, Girolamo Arcovito, Domenico Muratori, Antonino Plutino, Domenico Spanò Bolani, Giovanni Carrozza, Antonio Furnari e Cosimo Repaci. I preparativi per l’insurrezione a Reggio Calabria includevano la raccolta di fondi, uniformi, bandiere e coccarde da distribuire ai sostenitori. Nonostante alcuni tradimenti che misero in allerta le autorità borboniche, la data della rivolta fu mantenuta per il 2 settembre 1847. In tale data, mentre i patrioti messinesi fallivano nel loro tentativo di rivolta, a Reggio Calabria gli insorti, guidati in gran parte dagli allievi della scuola di scherma di Pietro Mileti, conquistarono la città. La Guardia Urbana di Pedavoli, inviata dalle autorità borboniche, non oppose resistenza, e l'Intendente Rocco Zerbi si ritirò, osservando l'avanzata degli insorti.
La sera del 2 settembre, fu costituita una Giunta Provvisoria di Governo sotto la presidenza del sacerdote Paolo Pellicano. Il proclama della Giunta giustificava la rivolta richiamando la tradizione costituzionale del 1820, e ordinava l'occupazione delle fortezze di Scilla, Alta Fiumara e Torre Cavallo, con l'obiettivo di liberare i detenuti politici.Per reprimere l'insurrezione, il governo borbonico inviò tremila soldati a Pizzo, divisi in due corpi armati, "Il Ruggiero" e "Il Guiscardo", comandati dal generale Nunziante. La Giunta, consapevole della minaccia, decise di ritirarsi verso l'Aspromonte. La repressione fu severa, con un vasto dispiegamento militare che impose lo stato di assedio su Reggio Calabria e sulle zone circostanti.

### Le condanne
Il 1º ottobre 1847, una Commissione Militare condannò a morte i rivoltosi a Gerace, tra cui Michele Bello, Domenico Salvadori, Rocco Verducci e Gaetano Ruffo, che furono fucilati il 2 ottobre. I loro corpi furono gettati in una fossa, conosciuta come "la lupa", e recuperati solo l’anno successivo. A Reggio Calabria, le condanne a morte per i leader della rivolta furono convertite in pene detentive severe o ergastolo. Tra i condannati vi furono Federico Genoese, Paolo Pellicano, Casimiro De Lieto e Pietro Mileti. Successivamente, i prigionieri furono trasferiti a Napoli, dove furono incatenati a coppie.
La rivolta di Reggio Calabria suscitò indignazione e commozione, attirando l'attenzione non solo della stampa italiana, ma anche internazionale. Un esempio di solidarietà giunse da Milano, dove le dame adottarono la moda del "cappello alla calabrese" come segno di vicinanza alla causa. Gli eventi del 1847 furono visti come il preludio delle grandi rivoluzioni del 1848 in Italia e in Europa.  In seguito a questi eventi, il giovane sacerdote Gaetano Ruffo compose un inno intitolato Alla Libertà, che divenne simbolo del sacrificio dei rivoluzionari e dello spirito liberale che li animò.

## Sviluppo e repressione
Le reazioni delle autorità furono generalmente caratterizzate da una dura repressione delle insurrezioni. Le misure adottate includevano:
- Interventi militari e di polizia: Le truppe inviate sul territorio riuscivano, in tempi relativamente brevi, a sedare i moti, anche se ciò non eliminava il sottostante malcontento.
- Azioni punitive: Oltre agli arresti, venivano adottate misure repressive come la confisca di beni e, in alcuni casi, l’esecuzione dei leader della rivolta.

Nonostante la repressione, la memoria di questi eventi contribuì a mantenere viva l’aspirazione a un cambiamento politico e sociale, costituendo una delle radici del successivo processo di unificazione italiana.

## Conseguenze e impatto storico
I moti calabresi, pur non avendo portato a una trasformazione immediata del sistema politico ed economico, ebbero ripercussioni importanti:
- Accrescimento del sentimento nazionalista: La partecipazione attiva della popolazione alle rivolte contribuì a diffondere e rafforzare le idee di unità e riforma, elementi fondamentali del Risorgimento.
- Stimolo a successive rivolte: L’esperienza dei moti calabresi fu presa come esempio da altre regioni del Mezzogiorno, che videro in tali insurrezioni un segnale della necessità di riforme strutturali.
- Eredità culturale e memoria collettiva: La narrazione storica e le tradizioni orali hanno preservato la memoria di questi eventi, che ancora oggi fanno parte dell’identità storica della Calabria.